# Indonesia Raya
Indonesia Raya je nacionalna himna Indonezije.

#### Stihovi
Indonesia, tanah airku, tanah tumpah darahku.

Di sanalah aku berdiri, jadi pandu ibuku.

Indonesia, kebangsaanku, bangsa dan tanah airku.

Marilah kita berseru, "Indonesia bersatu!"

Hiduplah tanahku, hiduplah neg'riku,

Bangsaku, rakyatku, semuanya.

Bangunlah jiwanya, bangunlah badannya

Untuk Indonesia Raya.

Refen:

Indonesia Raya, merdeka, merdeka

Tanahku, neg'riku yang kucinta.

Indonesia Raya, merdeka, merdeka

Hiduplah Indonesia Raya.

Indonesia Raya, merdeka, merdeka

Tanahku, neg'riku yang kucinta.

Indonesia Raya, merdeka, merdeka

Hiduplah Indonesia Raya.

Indonesia tanah yang mulia, tanah kita yang kaya.

Disanalah aku berada untuk s'lama-lamanya.

Indonesia tanah pusaka, P'saka kita semuanya.

Marilah kita mendoa, "Indonesia bahagia!"

Suburlah tanahnya, suburlah jiwanya,

Bangsanya, rakyatnya, semuanya.

Sadarlah hatinya, Sadarlah budinya

Untuk Indonesia Raya.

Refren

Indonesia, tanah yang suci, tanah kita yang sakti.

Di sanalah aku berdiri, Jaga ibu sejati.

Indonesia, tanah berseri, tanah yang aku sayangi.

Marilah kita berjanji, "Indonesia abadi!"

S'lamatlah Rakyatnya, S'lamatlah putranya,

Pulaunya, lautnya, semuanya.

Majulah negrinya, majulah pandunya

Untuk Indonesia Raya.

Refren